# Jet (astronomie)

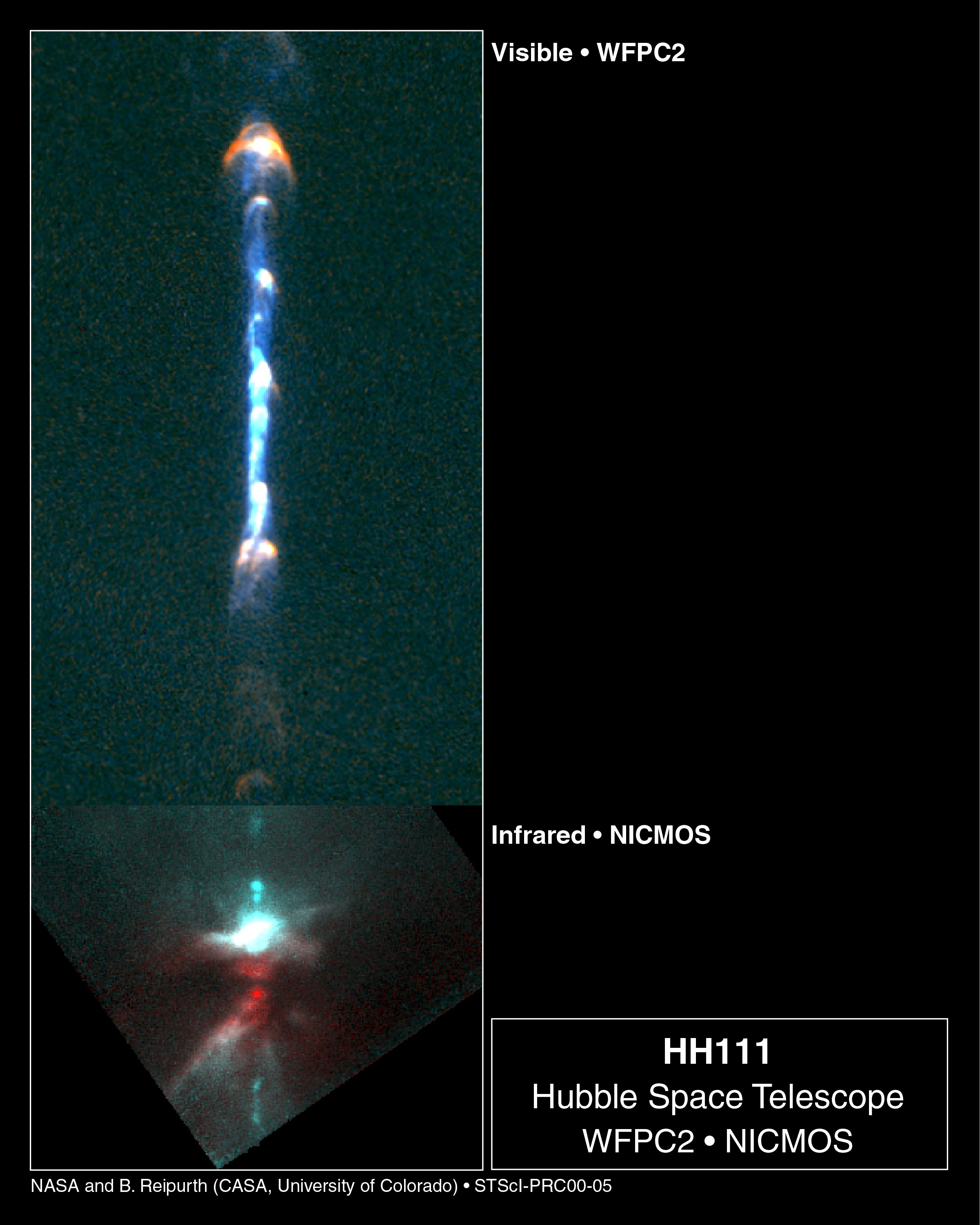
Een protoster met een jet en een Herbig-Haro-object

Een kosmische jet is in de astronomie een gerichte, gebundelde stroom gas. Jets ontstaan wanneer in een hemellichaam gas zich door accretie verzamelt in het centrale object via een roterende accretieschijf. Slechts een deel van het gas in de schijf bereikt daarbij het centrale object. Het andere deel stroomt weg van het object in een richting die loodrecht staat op het vlak waarin de accretieschijf roteert. De bundeling komt daarbij tot stand door het bestaan van een binnenrand van de accretieschijf of door magneetvelden.

## Voorkomen en ontstaan

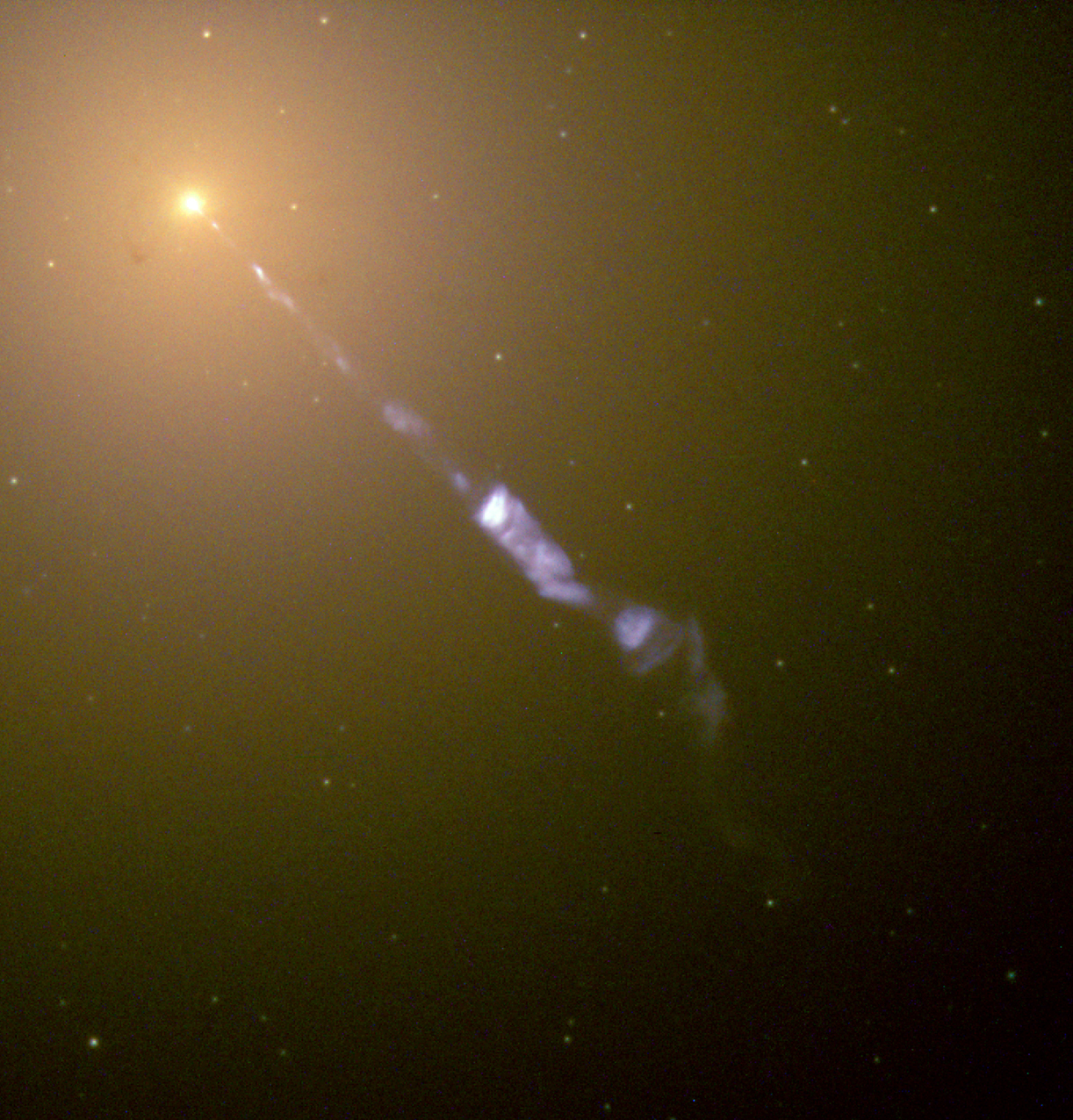
De jet in het actieve sterrenstelsel Messier 87

Jets worden gevonden bij alle hemellichamen waarbij het accretieproces verloopt via een roterende schijf: van zwarte gaten (in het bijzonder in de kernen van actieve sterrenstelsels) tot protosterren die net ontstaan zijn. Wanneer jets stoten op dichte interstellaire materie, ontstaat een schokfront. Bij jets van protosterren, T Tauri-sterren en Herbig Ae/Be sterren worden deze schokfronten Herbig-Haro-objecten genoemd. Jets zijn ook bij wisselwerkende dubbelsterren zoals symbiotische sterren, röntgendubbelsterren en cataclysmische veranderlijken gevonden. Een bekend voorbeeld is de jet geassocieerd met de microquasar SS 433.
Bij het ontstaan van jets zijn magnetohydrodynamische processen van belang, maar deze processen worden nog niet goed begrepen. Jets worden altijd gevonden in samenhang met accretie: de inval op een centraal object van materie uit de omgeving van het centrale object, of vanaf een begeleidende ster. Hierbij wordt het impulsmoment van de accretieschijf door een gecollimeerde magnetische uitstroming effectief verwijderd (zodat voorkomen wordt dat het centrale object steeds sneller gaat roteren). De energie en het impulsmoment uit de schijf wordt verwijderd door een magnetisch koppel, wat ontstaan is door een opgerold magneetveld in de accretieschijf. Als de inclinatie klein genoeg is kunnen magnetische krachten (en de lorentzkracht) de materie langs de magnetische veldlijnen versnellen. De collimatie van de jet ontstaat door magnetische krachten in verband met de toroïdale structuur van het magneetveld en/of door de hogere gasdruk in de corona van de accretieschijf. Bij quasars bestaan er verschillende modellen voor het ontstaan van de jets bij een roterend supermassief zwart gat, zoals het Blandford–Znajekproces en het Penroseproces.

## Snelheid
De snelheid van de jet moet groter zijn dan de ontsnappingssnelheid van het centrale object. De jets van quasars of radiosterrenstelsels kunnen vele duizenden lichtjaren lang zijn en met een snelheid bewegen die bijna gelijk is aan de lichtsnelheid (deze jets worden ook wel relativistische jet genoemd). Jets die een snelheid hebben van minstens 70,7 procent van de lichtsnelheid binnen een hoek van minder dan 90° ten opzichte van de gezichtslijn kunnen schijnbaar een snelheid hebben die groter is dan de lichtsnelheid (superluminale beweging). Dit is te verklaren doordat de straling van de naar de waarnemer toe bewegende jet steeds minder tijd nodig heeft om de waarnemer te bereiken. Daardoor lijkt het voor de waarnemer alsof de jet zich in tangentiële richting sneller dan de lichtsnelheid beweegt. Jets die zich van de waarnemer verwijderen lijken om dezelfde reden langzamer te bewegen dan in werkelijkheid.

## Golflengte
In actieve sterrenstelsels zijn jets vooral op radiogolflengten goed meetbaar, maar jets zijn gedetecteerd in alle golflengten van het elektromagnetisch spectrum. Zo zijn enkele jets in de kern van actieve sterrenstelsels (vooral blazars) gedetecteerd in gammastraling door het Compton Gamma Ray Observatory. Deze gammastraling is daar ontstaan door het inverse Compton-effect. De emissie van deze relativistische jets is niet-isotroop: de meeste energie wordt uitgestraald binnen een hoek van enkele graden in de richting waarin de jets bewegen. Dit is ook het geval bij gammaflitsen en bij röntgenbronnen met grote lichtkracht (Ultraluminous X-ray source; ULX).